# Parafia Świętej Rodziny w Anchorage
Parafia Świętej Rodziny w Anchorage – parafia rzymskokatolicka, terytorialnie i administracyjnie należąca do archidiecezji Anchorage-Juneau. Według stanu na październik 2021, w parafii posługiwali ojcowie dominikanie a funkcję proboszcza pełnił Fr. Steven Maekawa. 